# Сёрум, Мортен
Мо́ртен Сёрум (норв. Morten Sørum) — норвежский кёрлингист.
В составе мужской сборной Норвегии чемпион мира среди мужчин (1979), серебряный призёр чемпионата Европы.
Играл в основном на позиции третьего.

## Достижения
- Чемпионат мира по кёрлингу среди мужчин: золото (1979), серебро (1978).
- Чемпионат Европы по кёрлингу: серебро (1976).

## Команды
| Сезон   | Четвёртый      | Третий              | Второй           | Первый            | Турниры            |
| ------- | -------------- | ------------------- | ---------------- | ----------------- | ------------------ |
| 1974—75 | Мортен Сёрум   | Bjørn Skutbergaveen | Ханс Беккелунн   | Дагфинн Лоэн      | ЧМЮ 1975 (4 место) |
| 1976—77 | Кристиан Сёрум | Мортен Сёрум        | Гуннар Меланд    | Гуннар Сигстадстё | ЧЕ 1976            |
| 1977—78 | Кристиан Сёрум | Мортен Сёрум        | Эйгиль Рамсфьелл | Гуннар Меланд     | ЧМ 1978            |
| 1978—79 | Кристиан Сёрум | Мортен Сёрум        | Эйгиль Рамсфьелл | Гуннар Меланд     | ЧМ 1979            |

(скипы выделены полужирным шрифтом)